# 3348 Pokriskin
A 3348 Pokriskin (ideiglenes jelöléssel 1978 EA3) a Naprendszer kisbolygóövében található aszteroida. Nyikolaj Sztyepanovics Csernih fedezte fel 1978. március 6-án.